# 重铬酸亚铊
重铬酸亚铊是一种无机化合物，化学式为Tl2Cr2O7，它可由硫酸亚铊和重铬酸钾在稀硫酸溶液中反应，沉淀得到。它具有烧绿石结构。它可以和三氧化铬反应，得到TlITlIII(CrO4)2或TlI4TlIIICr5O18.5·H2O。